# مطار إنديانابوليس الدولي
مطار إنديانابوليس الدولي (بالإنجليزية: Indianapolis International Airport) (إياتا: IND، إيكاو: KIND، معرف الموقع إف إيه إيه: IND) هو مطار دولي يقع على بعد سبعة أميال (11 كم) جنوب غرب وسط مدينة إنديانابوليس في مقاطعة ماريون، إنديانا، الولايات المتحدة. تملكها وتديرها هيئة مطار إنديانابوليس. صنفته الخطة الوطنية لإدارة الطيران الفيدرالية (FAA) لأنظمة المطارات المتكاملة للفترة 2017-2021 على أنه منشأة خدمات تجارية أساسية متوسطة. يقلع من المطار رحلات إلى أكثر من 40 وجهة في الولايات المتحدة وكندا والمكسيك .
يشغل المطار 7700 فدان (3116 هكتارًا) في بلدتي واين وديكاتور في مقاطعة ماريون. المطار هو المركز الثاني لـفيديكس إكسبريس في العالم وهو سادس أكثر مطارات الولايات المتحدة ازدحامًا من حيث البضائع في عام 2020. يقع المقر الرئيسي لشركة الخطوط الجوية الجمهورية أيضًا في المطار وهو مركز ل خطوط أليجانت.

## شركات الطيران والوجهات

### الركاب
| شركـات طيـران           | الوجهات | Refs   |
| ----------------------- | --- | ------ |
| Air Canada Express      | مطار تورونتو بيرسون الدولي | [ 8 ]  |
| خطوط آلاسكا الجوية      | مطار سياتل تاكوما الدولي | [ 9 ]  |
| أليجانت للطيران         | مطار أوستن برغستروم الدولي، Fort Lauderdale ‏، مطار جاكسونفيل الدولي، Key West ‏، مطار هاري ريد الدولي، مطار لوس أنجلوس الدولي، مطار اورلاندو سانفورد الدولي، Punta Gorda (FL) ‏، Sarasota، St. Petersburg/Clearwater ‏ موسمي: مطار لوجان الدولي، Charleston (SC) ‏، Destin/Fort Walton Beach ‏، Myrtle Beach ‏، Savannah، مطار بالم بيتش الدولي                    | [ 10 ] |
| الخطوط الجوية الأمريكية | مطار شارلوت دوغلاس الدولي، مطار أوهير الدولي، مطار دالاس فورت ورث الدولي، مطار لوس أنجلوس الدولي، مطار ميامي الدولي، مطار فيلادلفيا الدولي، مطار فينيكس سكاي هاربر الدولي، مطار رونالد ريغان الوطني موسمي: Cancún | [ 11 ] |
| إمريكان إيغل            | مطار أوستن برغستروم الدولي، مطار لوجان الدولي، مطار أوهير الدولي، مطار جون إف كينيدي الدولي، مطار لاغوارديا، مطار فيلادلفيا الدولي، مطار رونالد ريغان الوطني موسمي: مطار شارلوت دوغلاس الدولي، مطار ميامي الدولي | [ 11 ] |
| خطوط دلتا الجوية        | مطار هارتسفيلد جاكسون، مطار ديترويت، مطار لوس أنجلوس الدولي، مطار منيابولس-سنت بول الدولي، مطار سولت ليك سيتي الدولي (resumes March 10، 2024) | [ 13 ] |
| Delta Connection        | مطار لوجان الدولي، مطار ديترويت، مطار جون إف كينيدي الدولي، مطار لاغوارديا موسمي: مطار منيابولس-سنت بول الدولي | [ 13 ] |
| خطوط فرونتير الجوية     | مطار دنفر الدولي، مطار هاري ريد الدولي، مطار أورلاندو الدولي موسمي: Raleigh/Durham | [ 14 ] |
| خطوط ساوث ويست الجوية   | مطار هارتسفيلد جاكسون، مطار أوستن برغستروم الدولي، مطار بالتيمور واشنطن الدولي، Cancún، Dallas–Love، مطار دنفر الدولي، Fort Lauderdale ‏، Fort Myers ‏، Houston–Hobby، Kansas City ‏، مطار هاري ريد الدولي، مطار أورلاندو الدولي، مطار فينيكس سكاي هاربر الدولي، Sarasota، مطار تامبا الدولي موسمي: مطار ميامي الدولي، Panama City (FL) ‏، مطار سان دييغو الدولي | [ 15 ] |
| خطوط سبيريت الجوية      | Fort Lauderdale ‏، Fort Myers ‏، مطار هاري ريد الدولي، مطار نيوآرك ليبرتي الدولي، مطار أورلاندو الدولي موسمي: مطار تامبا الدولي | [ 16 ] |
| خطوط بلاد الشمس الجوية  | موسمي: مطار منيابولس-سنت بول الدولي | [ 17 ] |
| الخطوط الجوية المتحدة   | مطار أوهير الدولي، مطار دنفر الدولي، مطار جورج بوش الدولي، مطار نيوآرك ليبرتي الدولي، مطار سان فرانسيسكو الدولي، مطار واشنطن دولس الدولي | [ 18 ] |
| United Express          | مطار أوهير الدولي، مطار نيوآرك ليبرتي الدولي، مطار واشنطن دولس الدولي، مطار جورج بوش الدولي | [ 18 ] |

### الشحن
| شركـات طيـران   | الوجهات |
| --------------- | --- |
| كارغولوكس       | مطار هارتسفيلد جاكسون، مطار أوهير الدولي، مطار لوس أنجلوس الدولي، مطار لوكسمبورغ |
| Cargolux Italia | مطار لوكسمبورغ |
| فيديكس إكسبرس   | Allentown، مطار تيد ستيفنز أنكوراج الدولي، مطار هارتسفيلد جاكسون، مطار بالتيمور واشنطن الدولي، مطار لوجان الدولي، Burbank، Cedar Rapids ‏، مطار شارلوت دوغلاس الدولي، مطار أوهير الدولي، Cleveland، مطار كولونيا بون الدولي، Columbus–Rickenbacker، مطار دالاس فورت ورث الدولي، مطار دنفر الدولي، مطار ديترويت، El Paso ‏، Fort Lauderdale ‏، Fort Worth ‏، Grand Rapids ‏، Greenville (SC) ‏، Greensboro، Harrisburg، Hartford، مطار جورج بوش الدولي، Kansas City ‏، Knoxville، مطار لييج، مطار لندن ستانستد، مطار لوس أنجلوس الدولي، Madison، مطار ممفيس الدولي، مطار ميامي الدولي، Milwaukee، مطار منيابولس-سنت بول الدولي، Montreal–Mirabel، مطار ناشفيل الدولي، مطار جون إف كينيدي الدولي، مطار نيوآرك ليبرتي الدولي، Newburgh، مطار نيو اورليانز لويس أرمسترونغ الدولي، Norfolk، مطار أوكلاند الدولي (الولايات المتحدة)، Omaha، Ontario، مطار أورلاندو الدولي، Ottawa، مطار باريس شارل ديغول، مطار فيلادلفيا الدولي، مطار فينيكس سكاي هاربر الدولي، Pittsburgh، مطار بورتلاند الدولي، Raleigh/Durham، Richmond، Sacramento، مطار سولت ليك سيتي الدولي، مطار سان دييغو الدولي، مطار سان خوسيه الدولي، مطار سياتل تاكوما الدولي، مطار سانت لويس الدولي، Syracuse، مطار تامبا الدولي، مطار تورونتو بيرسون الدولي، Tulsa، مطار واشنطن دولس الدولي |
| فيديكس إكسبرس   | Buffalo، Cedar Rapids ‏، Columbus–Rickenbacker، Fargo، Parkersburg، Rochester (MN) ‏، Sioux Falls ‏، South Bend ‏ |
| MSC Air Cargo   | مطار لييج، مطار فيليبي أنجيليس الدولي، مطار إنتشون الدولي |

## الإحصائيات

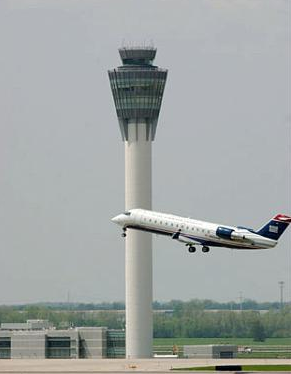
برج مطار إنديانابوليس الدولي

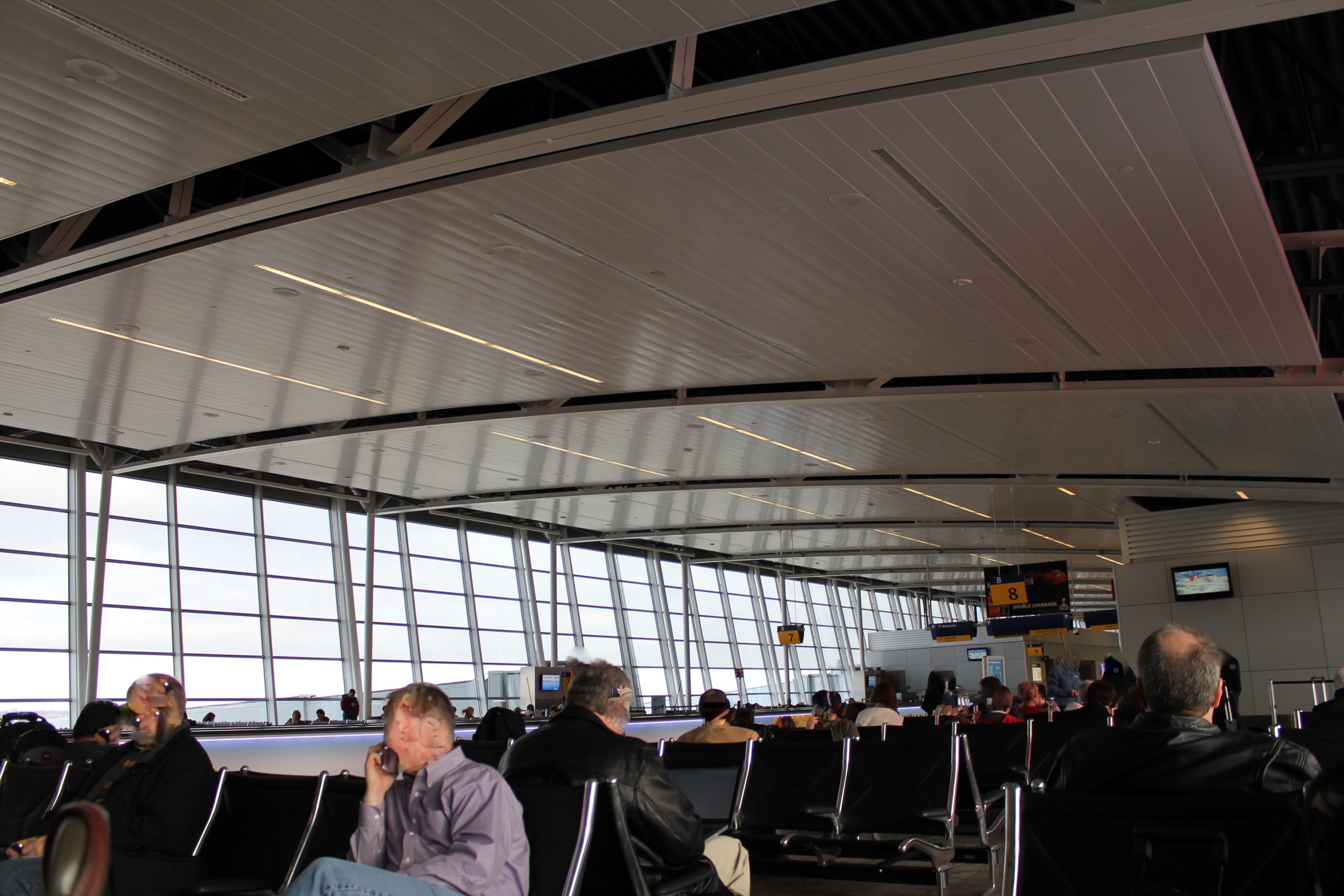
منطقة الصعود إلى مطار إنديانابوليس الدولي

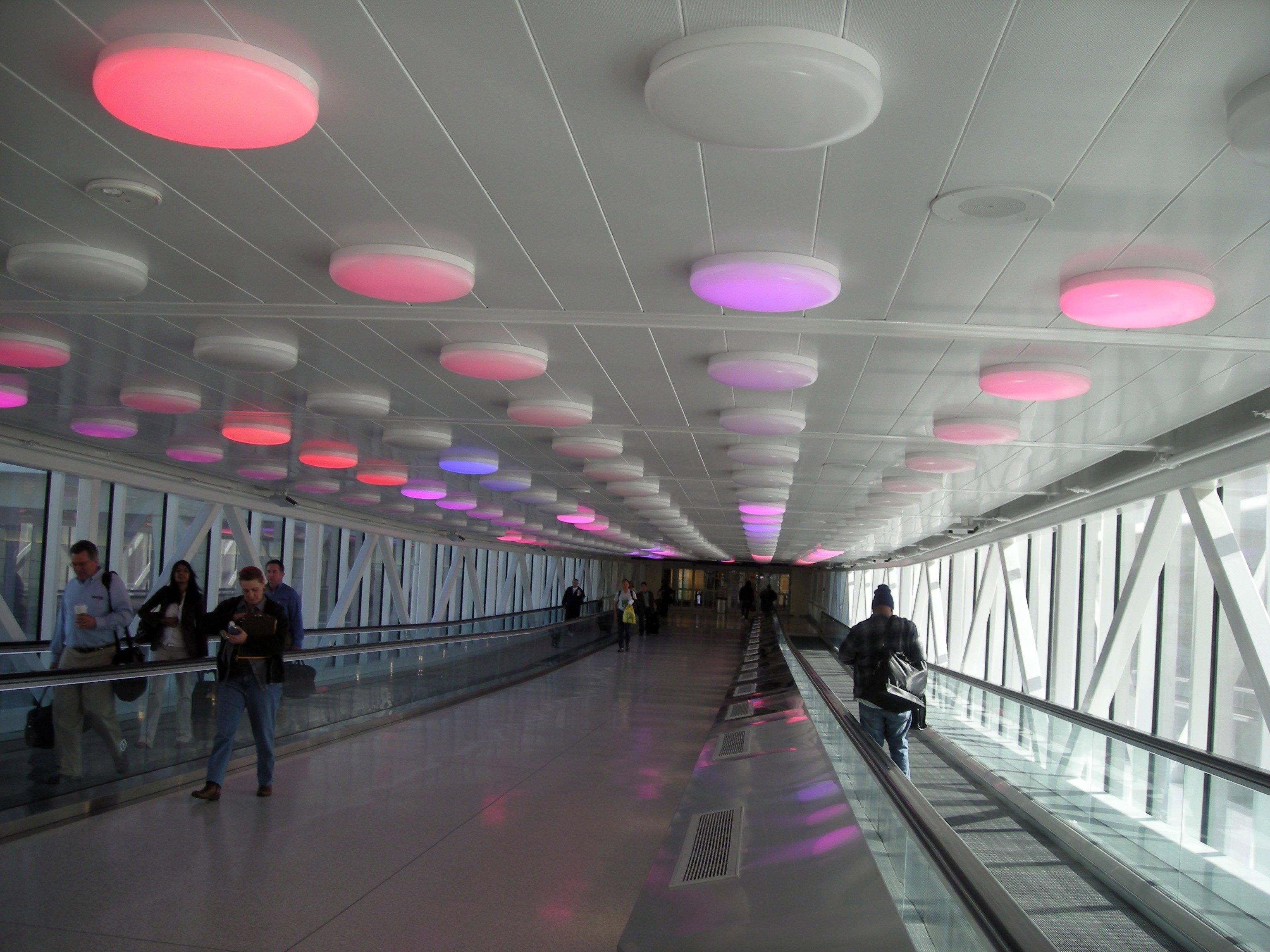
ممشى من مبنى الركاب إلى مرآب السيارات

### أهم الوجهات
| الرتبة | المدينة                       | الركاب  | الناقلون                            |
| ------ | ----------------------------- | ------- | ----------------------------------- |
| 1      | مطار هارتسفيلد جاكسون         | 446،000 | دلتا، ساوث ويست                     |
| 2      | مطار دنفر الدولي              | 305،000 | فرونتير، ساوث ويست، المتحدة         |
| 3      | مطار أورلاندو الدولي          | 281،000 | فرونتير، ساوث ويست، سيبريت          |
| 4      | مطار دالاس فورت ورث الدولي    | 228،000 | الأمريكية                           |
| 5      | مطار فينيكس سكاي هاربر الدولي | 213،000 | الأمريكية، ساوث ويست                |
| 6      | مطار شارلوت دوغلاس الدولي     | 210،000 | الأمريكية                           |
| 7      | مطار أوهير الدولي             | 207،000 | الأمريكية، المتحدة                  |
| 8      | مطار هاري ريد الدولي          | 199،000 | أليجانت، فرونتير، ساوث ويست، سيبريت |
| 9      | مطار نيوآرك ليبرتي الدولي     | 154،000 | سيبريت، المتحدة                     |
| 10     | مطار منيابولس-سنت بول الدولي  | 139،000 | دلتا، بلاد الشمس                    |

| الرتبة | المطار                                 | البضائع   | الناقل                  |
| ------ | -------------------------------------- | --------- | ----------------------- |
| 1      | مطار لوس أنجلوس الدولي                 | 6،944،183 | كارغوليس، فيديكس إكسبرس |
| 2      | مطار أوكلاند الدولي (الولايات المتحدة) | 6،717،406 | فيديكس إكسبرس           |
| 3      | مطار ممفيس الدولي                      | 6،603،929 | فيديكس إكسبرس           |
| 4      | مطار نيوآرك ليبرتي الدولي              | 5،786،845 | فيديكس إكسبرس           |
| 5      | مطار لوجان الدولي                      | 4،590،933 | فيديكس إكسبرس           |
| 6      | مطار دالاس فورت ورث الدولي             | 3،996،817 | فيديكس إكسبرس           |
| 7      | مطار سياتل تاكوما الدولي               | 3،943،765 | فيديكس إكسبرس           |
| 8      | مطار دنفر الدولي                       | 3،718،289 | فيديكس إكسبرس           |
| 9      | مطار تيد ستيفنز أنكوراج الدولي         | 3،592،389 | فيديكس إكسبرس           |
| 10     | مطار هارتسفيلد جاكسون                  | 3،588،692 | فيديكس إكسبرس           |

### أكبر الشركات
| الرتبة | الناقل                  | الركاب    | الحصة  |
| ------ | ----------------------- | --------- | ------ |
| 1      | خطوط ساوث ويست الجوية   | 2،306،000 | 27.00% |
| 2      | الخطوط الجوية الأمريكية | 1،285،000 | 15.05% |
| 3      | Republic Airways        | 1،132،000 | 13.25% |
| 4      | خطوط دلتا الجوية        | 1،026،000 | 12.01% |
| 5      | الخطوط الجوية المتحدة   | 537،000   | 6.29%  |
|        | آخرى                    | 2،254،000 | 26.40% |

### عدد الركاب
| السنة | الركاب    | السنة | الركاب    | السنة | الركاب    |
| ----- | --------- | ----- | --------- | ----- | --------- |
| 1996  | 7،069،039 | 2006  | 8،085،394 | 2016  | 8،511،959 |
| 1997  | 7،171،845 | 2007  | 8،272،289 | 2017  | 8،800،828 |
| 1998  | 7،292،132 | 2008  | 8،151،488 | 2018  | 9،413،962 |
| 1999  | 7،463،536 | 2009  | 7،465،719 | 2019  | 9،537،377 |
| 2000  | 7،722،191 | 2010  | 7،526،414 | 2020  | 4،104،648 |
| 2001  | 7،238،744 | 2011  | 7،478،835 | 2021  | 7،175،979 |
| 2002  | 6،896،418 | 2012  | 7،333،733 | 2022  | 8،693،024 |
| 2003  | 7،361،060 | 2013  | 7،217،051 | 2023  |           |
| 2004  | 8،025،051 | 2014  | 7،363،632 | 2024  |           |
| 2005  | 8،524،442 | 2015  | 7،998،086 | 2025  |           |